# Ray Chapman
Pour les articles homonymes, voir Chapman.
Raymond Johnson Chapman (né le 15 janvier 1891 à Beaver Dam, Kentucky, décédé le 17 août 1920 à New York) était un joueur américain de baseball qui a évolué au poste d'arrêt-court pendant toute sa carrière avec les Indians de Cleveland. Il est le seul joueur des ligues majeures de baseball à avoir été tué après une blessure à la tête lors d'un match.

## Carrière
Chapman a joué pour les Indians de Cleveland entre 1912 et 1920. En 1917, il réussit 67 amortis sacrifices, un record qui n'a pas été dépassé au terme de la saison 2007, et il établit le record de la franchise des Indians pour les buts volés (52), un record qui ne fut dépassé qu'en 1980. En 1918, il mène la Ligue américaine au nombre de buts sur balles et au nombre de points marqués. Au poste d'arrêt-court, il mène la Ligue américaine 3 fois au nombre de retraits et 1 fois pour les aides. En 1920, avant son accident tragique, il frappe avec une moyenne au bâton de 0,303 et marque 97 points. Au chapitre des amortis sacrifices, il est classé 6e en carrière avec 334 bunts.

## Décès

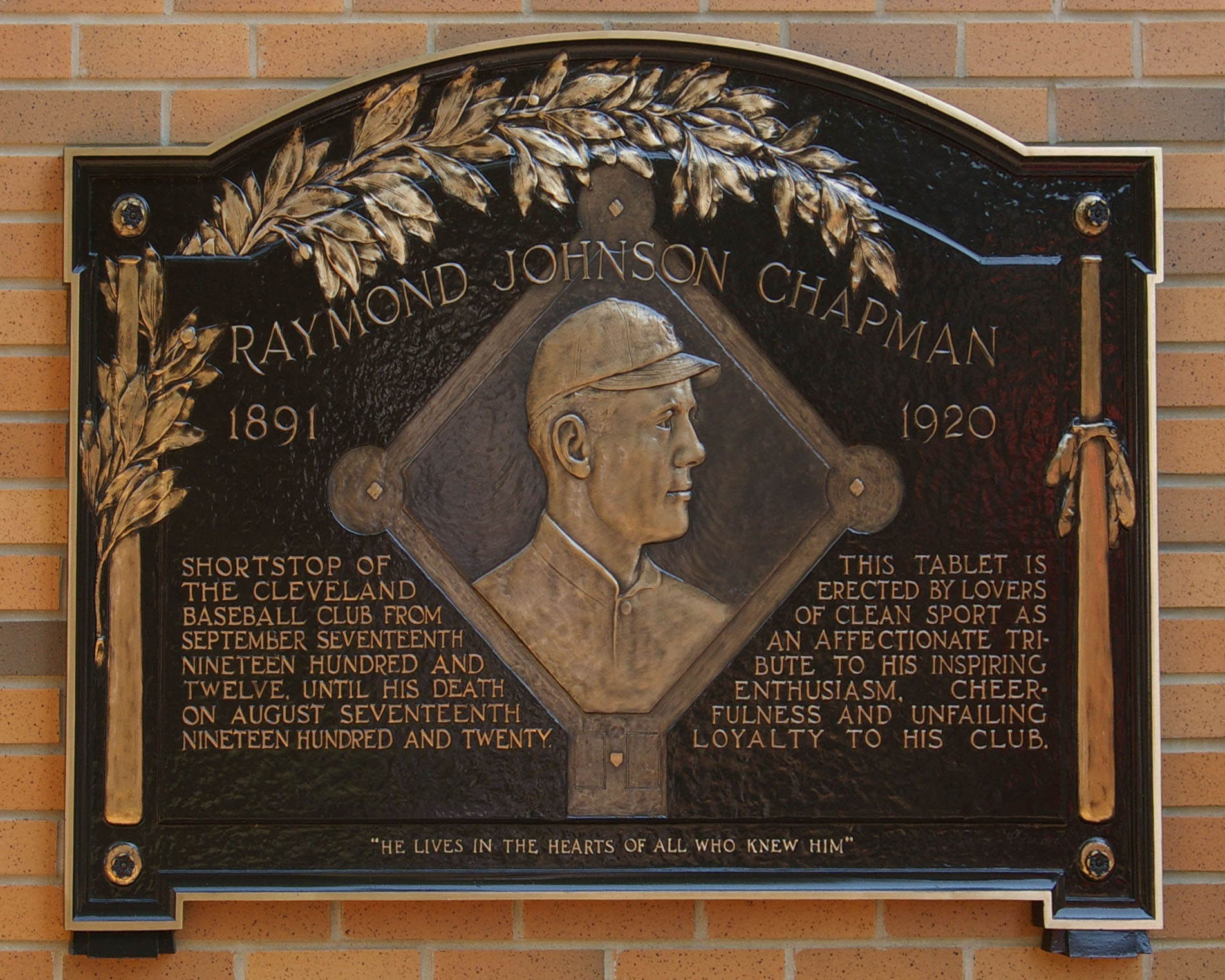
Plaque commémorative à Cleveland

Le 16 août 1920 au Polo Grounds de New York, Chapman joue pour les Indians contre les Yankees de New York. Lors de la 5e manche, il est frappé à la tête par la balle lancée par Carl Mays. Ce dernier la relança vers le premier but, croyant que Chapman l'avait touchée avec sa batte. Malgré une opération chirurgicale dans la nuit, Chapman fut déclaré mort le lendemain matin à la suite de lésions cérébrales importantes. 
Il semble que Chapman n'ait tout simplement pas vu la balle lui arriver dessus et n'ait rien pu faire pour l'éviter. À cette époque, on utilisait en effet la même balle pendant tout un match et aussi bien les lanceurs que les joueurs de champ usaient de tous les moyens possibles pour salir la balle (terre, résine, chique...) ou même en altérer la forme (griffures, coupures...), ceci afin de rendre la balle moins visible et de rendre sa trajectoire moins prévisible (une balle altérée a beaucoup plus de mouvement en vol qu'une balle neuve) pour compliquer la tâche du batteur. La tragédie du décès de Chapman a décidé les instances dirigeantes du baseball à instaurer ce qu'on appelle aujourd'hui « l'ère de la balle vivante » par opposition à l'« ère de la balle morte » avant 1920. Les arbitres remplacent aujourd'hui les balles au moindre signe d'altération si bien qu'ils en utilisent plusieurs douzaines par match.
En mémoire de Chapman, les joueurs des Indians portèrent des brassards noirs jusqu'à la fin de la saison. Le club remporta la Ligue américaine et la première Série mondiale de la franchise face aux Dodgers de Brooklyn.